# Moenkhausia
Moenkhausia là một chi cá bản địa của họ Characidae ở vùng Nam Mỹ.

## Các loài
Có 76 loài trong chi này:
| - Moenkhausia affinis Steindachner, 1915 - Moenkhausia agnesae Géry, 1965 - Moenkhausia atahualpiana Fowler, 1907 - Moenkhausia aurantia Bertaco, Jerep & F. R. de Carvalho, 2011 - Moenkhausia barbouri C. H. Eigenmann, 1908 - Moenkhausia bonita Benine, R. M. C. Castro & Sabino, 2004 - Moenkhausia browni C. H. Eigenmann, 1909 - Moenkhausia celibela Marinho & Langeani, 2010 - Moenkhausia ceros C. H. Eigenmann, 1908 - Moenkhausia chlorophthalma Sousa, Netto-Ferreira & Birindelli, 2010 - Moenkhausia chrysargyrea Günther, 1864 - Moenkhausia collettii Steindachner, 1882 - Moenkhausia comma C. H. Eigenmann, 1908 - Moenkhausia copei Steindachner, 1882 - Moenkhausia cosmops F. C. T. Lima, Britski & Machado, 2007 - Moenkhausia costae Steindachner, 1907 - Moenkhausia cotinho C. H. Eigenmann, 1908 - Moenkhausia crisnejas N. E. Pearson, 1929 - Moenkhausia dasalmas Bertaco, Jerep & F. R. de Carvalho, 2011 - Moenkhausia diamantina Benine, R. M. C. Castro & A. C. A. Santos, 2007 - Moenkhausia dichroura Kner, 1858 (Bandtail tetra) - Moenkhausia diktyota F. C. T. Lima & Toledo-Piza, 2001 - Moenkhausia doceana Steindachner, 1877 - Moenkhausia dorsinuda Zarske & Géry, 2002 - Moenkhausia eigenmanni Géry, 1964 - Moenkhausia eurystaenia Marinho, 2010 - Moenkhausia forestii Benine, Mariguela & C. de Oliveira, 2009 - Moenkhausia georgiae Géry, 1965 - Moenkhausia gracilima C. H. Eigenmann, 1908 - Moenkhausia grandisquamis J. P. Müller & Troschel, 1845 - Moenkhausia hasemani C. H. Eigenmann, 1917 - Moenkhausia heikoi Géry & Zarske, 2004 - Moenkhausia hemigrammoides Géry, 1965 - Moenkhausia hysterosticta Lucinda, L. R. Malabarba & Benine, 2007 - Moenkhausia icae C. H. Eigenmann, 1908 - Moenkhausia inrai Géry, 1992 - Moenkhausia intermedia C. H. Eigenmann, 1908 - Moenkhausia jamesi C. H. Eigenmann, 1908 | - Moenkhausia justae C. H. Eigenmann, 1908 - Moenkhausia lata C. H. Eigenmann, 1908 - Moenkhausia latissima C. H. Eigenmann, 1908 - Moenkhausia lepidura Kner, 1858 - Moenkhausia levidorsa Benine, 2002 - Moenkhausia lopesi Britski & de Silimon, 2001 - Moenkhausia loweae Géry, 1992 - Moenkhausia margitae Zarske & Géry, 2001 - Moenkhausia megalops C. H. Eigenmann, 1907 - Moenkhausia melogramma C. H. Eigenmann, 1908 - Moenkhausia metae C. H. Eigenmann, 1922 - Moenkhausia miangi Steindachner, 1915 - Moenkhausia mikia Marinho & Langeani, 2010 - Moenkhausia moisae Géry, Planquette & Le Bail, 1995 - Moenkhausia naponis J. E. Böhlke, 1958 - Moenkhausia newtoni Travassos, 1964 - Moenkhausia nigromarginata W. J. E. M. Costa, 1994 - Moenkhausia oligolepis Günther, 1864 (Glass tetra) - Moenkhausia orteguasae Fowler, 1943 - Moenkhausia ovalis Günther, 1868 - Moenkhausia pankilopteryx Bertaco & Lucinda, 2006 - Moenkhausia petymbuaba F. C. T. Lima & Birindelli, 2006 - Moenkhausia phaeonota W. L. Fink, 1979 - Moenkhausia pirauba Zanata, Birindelli & C. L. R. Moreira, 2010 - Moenkhausia pittieri C. H. Eigenmann, 1920 (Diamond tetra) - Moenkhausia plumbea Sousa, Netto-Ferreira & Birindelli, 2010 - Moenkhausia pyrophthalma W. J. E. M. Costa, 1994 - Moenkhausia robertsi Géry, 1964 - Moenkhausia rubra de Lima Pastana & D'Agosta, 2014 - Moenkhausia sanctaefilomenae Steindachner, 1907 (Redeye tetra) - Moenkhausia schultzi Fernández-Yépez, 1950 - Moenkhausia shideleri C. H. Eigenmann, 1909 - Moenkhausia simulata C. H. Eigenmann, 1924 - Moenkhausia surinamensis Géry, 1965 - Moenkhausia takasei Géry, 1964 (Black-jacket tetra) - Moenkhausia tergimacula Z. M. S. de Lucena & C. A. S. de Lucena, 1999 - Moenkhausia tridentata Holly, 1929 - Moenkhausia xinguensis Steindachner, 1882 |